# Маи
Маите са индиански народ, живеещ в Южно Мексико, Гватемала, Белиз и части от Хондурас и Салвадор. Те говорят на майски език, а броят им към началото на XXI век е около 6 000 000 души.

## История
В началото на нашата ера в северозападната част на Централна Америка, на полуостров Юкатан, възниква културата на племената майа (киче, какчикели, мам, понтал, чол и хуастеки). Класическият период /I-IX век/ се отбелязва с появяването на градове, каменни монументи, надгробни плочи с йероглифи и многоцветна керамика. Късният класически период /600 – 900 г. от н. ера/ е свързан с разцвет на архитектурата, скулптурата и многоцветната керамика, като центърът се премества към 10 век на п-ов Юкатан, където са изградени градове-държави, достигнали висока степен на цивилизация – Бонампак, Чичен Ица, Тикал, Копан, Ушмал, Маяпан, Паленке. От тях са запазени огромни храмови комплекси във формата на стъпаловидни пирамиди (например основата на пирамидата в Чолула достига 440 м, най-голямата пирамида в света). В южната част на страната се развива културата на сапотеките (град Монте Албан), на миштеките (град Митла), по Мексиканското крайбрежие разцъфтява културата на олмеките, оставили забележителни монументални скулптури, в това число необяснените каменни глави с негроидни черти и тегло от няколко тона, при това издялани от камък, който може да бъде намерен на хиляди километри от находките. От културата на тотонаките са запазени религиозни и културни центрове и градове в Централно Мексико – Теотихуакан, Тахин.
Маите са първите хора в Америка, които започнали да строят големи градове от камък. За да ги свържат, строят пътища, които минават през джунглите и блатата. Всичко това маите правят без да използват метални сечива, каруци или товарни животни. В градовете им се издигат великолепни внушителни храмове и дворци. Те строят и огромни пирамиди. Страните на пирамидата приличат на гигантска стълба. Най-големите пирамиди били с височина над 60 м. (Това е повече от височината на Колоната на Нелсън в Лондон) Често маите построяват нова пирамида върху старата – и така понякога три-четири пъти. Всяка следваща била по-голяма от предишната. Маите строят храмове на върха на пирамидите като домове за боговете им. Те били изработвани от дърво, така че отдавна са изчезнали. Пирамидите са построени от варовикови скали покрити с бляскава бяла мазилка – ослепителна гледка на лунна светлина. След това маите боядисват пирамидите в ярко червено или синьо и изписват върху тях йероглифи.
Строителството било тежка работа. Маите оформят камъните със сечива, направени от кремък. След това носят тежкия товар на гръб, като го окачват на въже минаващо през челото им. Къщите са правоъгълни, стените – от слама или от преплетени палмови листа, подът – от твърда земя. Така изглеждат най-скромните къщи. Къщите на старейшините са издигани от дърво и камък и представляват две помещения. Едното е нещо като тераса, което служи и за приемна. В другата се помещава семейството. В нея има мебелировка и керамични изделия. Килимите и стените са декорирани с цветни мотиви.